# Bauhinia stenopetala
Bauhinia stenopetala är en ärtväxtart som beskrevs av Adolpho Ducke. Bauhinia stenopetala ingår i släktet Bauhinia och familjen ärtväxter. Inga underarter finns listade i Catalogue of Life.